# Електронски магнетни момент
У атомској физици, магнетни момент електрона, или тачније магнетни диполни момент електрона, је магнетни момент електрона који је резултат његових суштинских својстава спина и електричног набоја. Вредност магнетног момента електрона (симбол μe) је −9.2847647043(28)×10−24 J⋅T−1. У јединицама Боровог магнетона (μB), то је −1,00115965218059(13) μB, вредност која је мерена са релативном тачношћу од 1,3×10−13.
Према Шредингеровој теорији, стање електрона у атому је дефинисано са три квантна броја. На основу експеримената утврђено је да електрон има још један момент импулса који се назива спин. Тај момент импулса одговара неком унутрашњем кретању електрона које је стално присутно, било да је електрон слободна честица, било да је у атому или у саставу неког другог система - као што увек има исту масу и исто наелектрисање, тако увек има исти спин.
Спин је сопствени или унутрашњи момент импулса електрона. Одговарајући магнетни момент зове се спински магнетни момент. Уобичајена ознака за интензитет спина је S, за спински квантни број s, а за магнетни спински квантни број ms. Интензитет спина је одређен формулом {\displaystyle {\mbox{S}}=} {\displaystyle ~\hbar } {\displaystyle {\sqrt {s(s+1)}}} Утврђено је да је спински квантни број електрона  {\displaystyle {\mbox{s}}={\frac {1}{2}}}, према томе {\displaystyle {\mbox{S}}=\hbar {\frac {sqr{3}}{2}}}